# Karin Stief-Kreihe

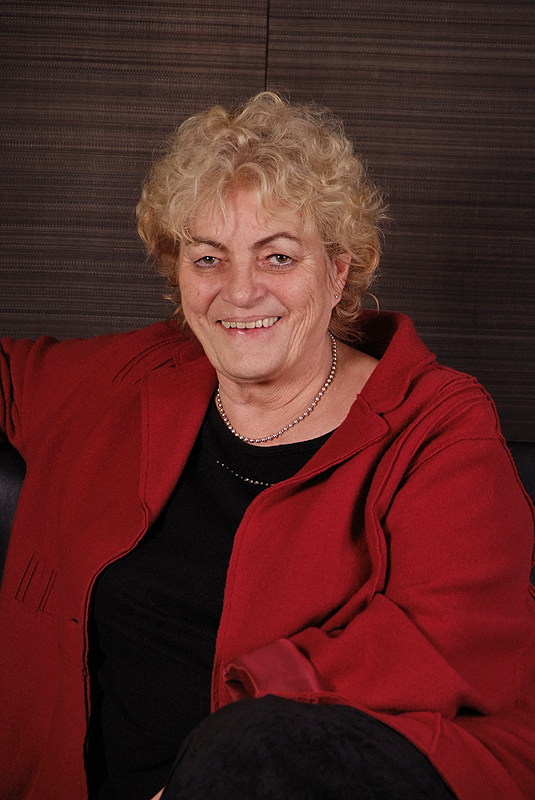
Karin Stief-Kreihe (2009)

Karin Stief-Kreihe, geb. Stief, (* 20. Oktober 1949 in Berlin-Pankow; † 3. Juni 2018) war eine deutsche Politikerin (SPD). Von 1994 bis 1996 war sie Bürgermeisterin der Stadt Meppen, von 1995 bis 2013 Mitglied des Niedersächsischen Landtages.

## Lebenslauf
Karin Stief-Kriehe schloss im Jahr 1966 die Realschule ab. Nach einer Bauzeichnerlehre studierte sie Architektur an der Technischen Fachhochschule Berlin und der Technischen Universität Hannover. Nachdem die Bauingenieurin 1974 und 1976 die beiden Staatsprüfungen für das Lehramt an berufsbildenden Schulen bestanden hatte, war sie ab 1977 Referendarin an den Berufsbildenden Schulen in Meppen, an denen sie bis 1995 als Berufsschullehrerin tätig war.
Stief-Kreihe trat im Jahr 1974 in die SPD ein, wurde 1988 Vorsitzende des SPD-Ortsvereins Meppen und 1992 Vorsitzende des SPD-Unterbezirks Emsland. Schon seit 1991 war sie Mitglied des Stadtrates von Meppen und des Kreistages des Landkreises Emsland. Von 1994 bis 1996 gehörte sie dem Landesvorstand der SPD Niedersachsen an. Ebenfalls von 1994 bis 1996 war sie ehrenamtliche Bürgermeisterin von Meppen. Seit 1996 war sie Vorsitzende des SPD-Kreistagsfraktion des Landkreises Emsland.
Im Juni 1995 rückte sie für die verstorbene Abgeordnete Irmela Hammelstein in den Niedersächsischen Landtag nach. Nach der Landtagswahl am 1. März 1998 schied sie aus dem Parlament aus, rückte dann aber schon im Oktober 1998 für Karl-Heinz Funke nach, der zum Bundesminister für Ernährung, Landwirtschaft und Forsten berufen worden war. Bei den Landtagswahlen 2003 und 2008 verteidigte sie jeweils ihr Mandat. Sie wurde jeweils über die Landesliste gewählt; im Landtagswahlkreis Meppen unterlag sie stets den CDU-Kandidaten, zunächst Heinz Jansen und später Bernd-Carsten Hiebing. Sie gehörte dem Niedersächsischen Landtag bis 2013 an.
Karin Stief-Kreihe war verheiratet und Mutter von drei Kindern. Sie starb am 3. Juni 2018 im Alter von 68 Jahren.